# Francis Ellingwood Abbot
Francis Ellingwood Abbot (1836 – 1903) è stato un filosofo e teologo statunitense, cui si deve un tentativo di ricostruire la teologia coerentemente al metodo della scienza.
Sostenitore della "libera religione", egli affermò che il cristianesimo, se lo si intende come fondato sulla figura divina di Cristo, non può essere ormai ritenuto valido. Rifiutò ogni dogma e ogni asserzione di fede appoggiata alla Scrittura o alle parole del Credo, e volle insegnare il principio che la verità è alla portata di ogni individuo.
Abbot appartenne alla Chiesa unitaria e fu pastore fino a che, nel 1868, lasciò il ministero della Chiesa per dedicarsi a scrivere 
e ad insegnare. 
Le sue idee si trovano espresse nel suo Scientific Theism (Teismo scientifico, 1885)
e in The Way Out of Agnosticism (Uscire dall'agnosticismo, 1890).
Abbot morì suicida sulla tomba della moglie nel 1903.